# 特穆尔博罗特
特穆尔博罗特（1875年—1944年），汉名特达海，蒙古族，察哈尔盟商都旗（今属内蒙古自治区锡林郭勒盟镶黄旗）人，中華民國及蒙疆聯合自治政府政治人物。

## 生平
特穆尔博罗特原是八旗察哈尔的“商都牧群”总管，1935年蒙古地方自治政务委员会将商都牧群改为“商都旗”后，仍任总管。1933年，特穆尔博罗特任察哈尔民众抗日同盟军自卫军第三师师长。1936年5月蒙古军政府成立，特穆尔博罗特出任司法署署长，任至1937年10月蒙古军政府改组为蒙古联盟自治政府为止。1936年7月27日，仍被南京国民政府任命为察哈尔省境内蒙古各盟旗群地方自治政务委员会委员。1937年10月，任蒙古联盟自治政府察哈尔盟副盟长。1939年9月，任蒙疆联合自治政府察哈尔盟副盟长。
1942年3月，蒙疆银行改组，日本人宗像久敬出任总裁，身为察哈尔盟副盟长 、商都旗总管的特穆尔博罗特出任副总裁，任至1945年4月10日蒙疆银行再次改组。